# Hognoides urbanides
Hognoides urbanides är en spindelart som först beskrevs av Embrik Strand 1907.  Hognoides urbanides ingår i släktet Hognoides och familjen vargspindlar.
Artens utbredningsområde är Madagaskar. Inga underarter finns listade i Catalogue of Life.